# Ґао Мін
Ґао Мін (*高明, 1305 —1359) — китайський драматург часів династії Юань, представник «південної драми».

## Життєпис
Народився у м. Веньчжоу. Початкову освіту здобув у сільській школі. У 1345 році, щоб підтримати родину, склав імператорські іспити та поступив на державну службу. Його призначають до Ханчжоу (сучасна провінція Чженцян). У 1351–1356 роках брав участь у придушенні Повстання червоних пов'язок. За свої заслуги отримав посаду судового чиновника в Шаосіні. Втім у 1356 році, немаючи просування у кар'єрі, подав у відставку. Після цього перебрався до Нінбо, де цілком зайнявся літературною діяльністю. тут й помер у 1359 році.

## Творчість
Ґао Мін — автор відомої драми «Лютня», яка заснована на популярній в народі і використаної в ранній «південної драмі» («Чжан Сє, переможець на іспиті») історії про бідного юнака, що залишив дружину і батьків та поїхала до столиці, де він блискуче витримує іспити і одружується на доньці міністра. Спочатку сюжет завершувався засудженням героя, а в одному варіанті його навіть вражало громом. Ґао Мін, що стояв на ортодоксальних позиціях і писав переважно у «високих жанрах», змінив кінцівку. Після того як перша дружина героя, Чжао Унян, поховавши померлих від голоду батьків чоловіка, добирається до столиці, заробляючи грою на лютні, засормлений чоловік приймає її як дружину, а донька міністра добровільно поступається їй першість в будинку.
Ґао Мін тонко зображує переживання героїв, хоча мова і арії їх нерідко насичені міркуваннями в дусі конфуціанської моралі.